# Stenosoma albertoi
Stenosoma albertoi là một loài chân đều trong họ Idoteidae. Loài này được Castellanos & Junoy miêu tả khoa học năm 2005.